# Vera Chapman
Vera Chapman (8 mei 1898 - 14 mei 1996) was een Engels schrijfster. Zij was één der eerste vrouwen die tot de Universiteit van Oxford werd toegelaten, stichtte de Tolkien Society en schreef pseudo-historische ridderromans, fantasyboeken en non-fictie over lokale geschiedenis.

## Levensloop
Vera Chapman werd op 8 mei 1898 geboren als Vera Ivy Hay Fogerty te Bournemouth in Engeland.
Ze groeide op in Zuid-Afrika bij haar familie tot ze in Engeland ging studeren.
Op haar 20ste, in 1918, vlak na de Eerste Wereldoorlog, ging ze Engelse taal- en letterkunde studeren aan de Lady Margaret Hall in Oxford. Zij was in 1920 één der eerste vrouwen die tot de Universiteit van Oxford werd toegelaten. In 1921 beëindigde zij er haar studies.
In 1924 huwde zij met dominee Charles Sydney Chapman. Tijdens het eerste huwelijksjaar vertrok zij met haar man naar Portugees Oost-Afrika (het huidige Mozambique). Ze werkte er als lerares en daarna tot na de Tweede Wereldoorlog als ambtenaar bij het Ministerie van Koloniën. In 1963 ging ze er met pensioen.

### Tolkien
Vera Chapman stichtte in 1969, op haar 71ste, de Tolkien Society. Daar stond ze bekend onder haar pseudoniem "Belladonna Took", naar de moeder van Bilbo Balings in De Hobbit van J.R.R. Tolkien. In 1972 kon ze J.R.R. Tolkien overreden Ere-President te worden van de Society. Tolkien overreedde haar van zijn kant om zich aan het schrijven te zetten.

### Schrijfster
Vera Chapman begon pas op zeer late leeftijd te schrijven. Op haar 77ste werd haar eerste boek gepubliceerd (The Green Knight - 1975). Ze schreef acht romans en een aantal verhalen en non-fictie werken. Het bekendste werk is haar zogenaamde Arthuriaanse thrilogie, die ook in het Nederlands verscheen. De trilogie is gebaseerd op de 14de-eeuwse ridderroman Heer Gawein en de Groene Ridder en andere vertellingen uit de legendarische tijden van Koning Arthur en zijn hof. Chapman heeft legende en verzinsel verweven tot een oude wereld van romantiek, liefde, intrige, gevechten, opoffering en moed, van hekserij, toverij en wonderdaden. De trilogie kan als eerste feministische interpretatie van de Arthurlegende worden beschouwd (Marion Zimmer Bradley kwam met haar The Mists of Avalon pas twee jaar later).
Vera Chapman overleed op 14 mei 1996 een week na haar 98ste verjaardag in een rusthuis te Croydon in Engeland. Ze bleef schrijven tot haar dood.

### Fictie

#### Arthuriaanse trilogie
1. The Green Knight (1975) (Nederlands: De groene ridder - 1977 - Het Spectrum Prisma Pockets 1809)
2. The King's Damosel (1976) (Nederlands: De dolende jonkvrouw - 1978 - Het Spectrum Prisma Pockets 1822)
3. King Arthur's Daughter (1976) (Nederlands: De dochter van koning Arthur - 1978 - Het Spectrum Prisma Pockets 1824)

- - in omnibus: Three Damosels (1978) (Nederlands: De drie jonkvrouwen - 1979 - Het Spectrum Prisma Pockets 2394)

#### Andere romans
- Judy and Julia (1977)
- Blaedud the Birdman (1978)
- The Wife of Bath (1978) - geïnspireerd door The Wife of Bath's Tale, een van The Canterbury Tales
- Miranty and the Alchemist (1983)
- The Enchantresses (1998) - met Mike Ashley

#### Verhalen
- Crusader Damosel (1978) - in de bloemlezing "Cosmic Knights" (1984)
- The Notorious Abbess (1993) - vijftien verhalen over een Moeder Overste in het twaalfde-eeuwse Engeland.
- A Sword for Arthur (uittreksel uit de roman "The Enchantress") - in "The Merlin Chronicles" (1995), een bloemlezing samengesteld door Mike Ashley met allerlei Arthuriaanse verhalen
- A Sword for Arthur (1995) - kortverhaal

### Non-fictie
- Rural Durham (Local history publications / Durham County Library) (1977)
- Old Cotherstone: A Teesdale Village Walk (1984)
- Cotherstone Village Past and Present: Tradition and Change in a Teesdale Village from the 1830s (1986)
- Lartington: A Teesdale Village Walk and Sketchbook (1985)
- Around Darlington in Old Photographs (1990)
- Around Newton Aycliffe: Images of England (1995)
- Croft, Hurworth, Neasham, Middleton and Dinsdale in Old Picture Postcards (1996)
- Teesdale in Old Picture Postcards (postuum 1997)
- Halifax Revisited (Images of England) (Vol 2) (postuum 2003)
- Leeds: The Second Selection (Archive Photographs: Images of England S.) (?)
- Around Billingham (Pocket Images) (?)
- Around Shildon (Pocket Images) (?)
- Northallerton (Pocket Images) (?)

## Verfilming
- Quest for Camelot (1998) (Nederlands: Het Magische zwaard) - animatiefilm van Warner Bros gebaseerd op "The King's Damosel"

## Stripverhaal
- The Magic Sword: Quest for Camelot (1998) (Nederlands: Op zoek naar Camelot in de reeks Het magische zwaard - 1998 - uitgegeven door VNU Tijdschriften Hoofddorp) - stripscenario: Jesse Leon McCann en Robert Graff, tekeningen: David A. Roach en Michael Collins, gebaseerd op "The King's Damosel"